# Radko Pytlík
Radko Pytlík (8. října 1928 Praha – 31. ledna 2022 Praha) byl český literární historik, spisovatel a editor; v denním tisku užíval autorskou šifru „rp“. Věnoval se především životu a dílu Jaroslava Haška a jeho Osudům dobrého vojáka Švejka.

## Život
Narodil se v rodině vědce hydrobiologa. Po absolvování reálného gymnázia v Praze od roku 1947 studoval češtinu, literární vědu a filosofii na Filozofické fakultě Karlovy univerzity. V roce 1952 obhájil doktorskou disertaci na téma „Počátky tvorby Jaroslava Haška“. Ke konci studií pracoval jako tajemník odboru umění Socialistické akademie. Od roku 1951 po celou kariéru publikoval články v denním tisku – Lidové noviny, Rudé právo, Svobodné slovo (pod pseudonymem Alois Vršťala) a v periodikách (Nový život, Kultura, Květen, Kultúrny život (vycházel v Bratislavě), Host do domu, Kulturní tvorba, Věda a život, Divadlo, Květy, Dikobraz, Literární noviny, Tvorba (příloha Kmen) a dalších. Zasloužil se o popularizaci české literatury a literárního humoru.
Po absolvování základní vojenské služby (1952–1954) nastoupil roku 1955 do Ústavu české a světové literatury Československé akademie věd v Praze, kde zůstal po celou vědeckou kariéru. Kromě toho přednášel na FF UK v Praze i v zahraničí. Věnoval se především životu a dílu Jaroslava Haška, ale psal také o jeho literárních současnících Vilému Mrštíkovi, E. E. Kischovi, Franzi Kafkovi, Josefu Kadlecovi, Jiřím Křenkovi a dalších, ze současných spisovatelů se věnoval například Bohumilu Hrabalovi. V roce 1991 odešel do důchodu.
Byl dvakrát ženat. Jeho druhou manželkou se stala Věra Dyková (1952), jež byla archivářkou Památníku národního písemnictví a v současnosti vede nakladatelství Emporius. Jeho synem z druhého manželství je zpěvák Vojtěch Dyk, dcerou Kristina Dyková.
Zemřel 31. ledna 2022 ve věku 93 let.